# Halo Studios
Halo Studios (anteriormente 343 Industries), es una empresa desarrolladora de videojuegos fundada por Microsoft localizada en Redmond, Washington con el fin de sustituir a Bungie Studios. Fue establecida en 2007 por Microsoft Game Studios para supervisar el desarrollo de la franquicia Halo, que incluye videojuegos, novelas, e historietas y otros contenidos multimedia. Su antiguo nombre derivaba de 343 Guilty Spark, un personaje de ficción en el universo de Halo.

## Historia
Microsoft creó 343 Industries con el fin de desarrollar los nuevos títulos de la serie Halo después de que Bungie Studios se convirtiera en un estudio independiente. En 2009 publicaron Halo Waypoint, una aplicación desarrollada en conjunto con Certain Affinity por la cual los jugadores pueden seguir su progreso a través de los videojuegos de Halo. También ha colaborado en el desarrollo de la serie de anime Halo Legends y en distintas novelas relacionadas con Halo.
En la Electronic Entertainment Expo de 2011, la empresa anunció una nueva versión en alta definición de Halo 1 Combat Evolved, llamada Halo 1 Combat Evolved Anniversary, el 15 de noviembre de 2011. También se anunció que 343 Industries estaba desarrollando Halo 4 juntamente con un avance que mostraba contenido del videojuego. También se tenía la idea de crear una nueva trilogía, que serían Halo 4, 5 y el próximo juego, Halo Infinite. Idea que más adelante fue descartada para no tener un límite de 3 títulos sobre la historia del juego, lo que era "La trilogía del reclamador"  ahora será "La saga del reclamador" confirmó un representante de Microsoft.
El 6 de octubre de 2024 anunciaron que cambiarian el nombre e imagen de la marca de 343 Industries a Halo Studios.

## Halo Waypoint
En algunos juegos, como Halo Reach se necesita acceder a Waypoint para desbloquear algunos objetos del arsenal, así como una moneda exclusiva del mismo juego con la que comprar complementos dentro de este.
También es necesario para desbloquear la undécima terminal de Halo: Combat Evolved Anniversary, que se desbloquea al ingresar al portal.

## Videojuegos
| Año  | Título                            | Plataforma                                                |
| ---- | --------------------------------- | --------------------------------------------------------- |
| 2009 | Halo Waypoint                     | Xbox 360                                                  |
| 2011 | Halo: Combat Evolved Anniversary  | Xbox 360                                                  |
| 2012 | Halo 4                            | Xbox 360                                                  |
| 2013 | Halo: Spartan Assault             | Xbox 360, Xbox One, Microsoft Windows, Windows Phone, iOS |
| 2014 | Halo: The Master Chief Collection | Xbox One, Microsoft Windows                               |
| 2014 | Halo: Spartan Strike              | Xbox One, Microsoft Windows                               |
| 2015 | Halo 5: Guardians                 | Xbox One                                                  |
| 2017 | Halo Wars 2                       | Xbox One, Microsoft Windows                               |
| 2017 | Halo Recruit                      | Microsoft Windows                                         |
| 2018 | Halo: Fireteam Reaven             | Arcade                                                    |
| 2021 | Halo Infinite                     | Xbox One, Xbox Series X\|S, Microsoft Windows             |